# 玉祖神社 (八尾市)
玉祖神社（たまのおやじんじゃ）は、大阪府八尾市神立にある神社。式内社で、旧社格は郷社。「玉祖明神」・「高安大明神」とも。
八尾市東部・高安地区（恩智地区を除く旧高安郡13ヶ村）の氏神である。

## 祭神
- 天明玉命（櫛明玉命）

## 歴史
社伝によると創始は710年（和銅3年）に周防国の玉祖神社から分霊を勧請したもので、その際、住吉津から上陸し、恩智神社に泊まった後、現在地に祀られたとされている。この地に玉造部の人々が住んでいたため、その祖神を祀ったものと考えられる。現在の社殿は、1725年（享保10年）の再建とされている。

## 境内

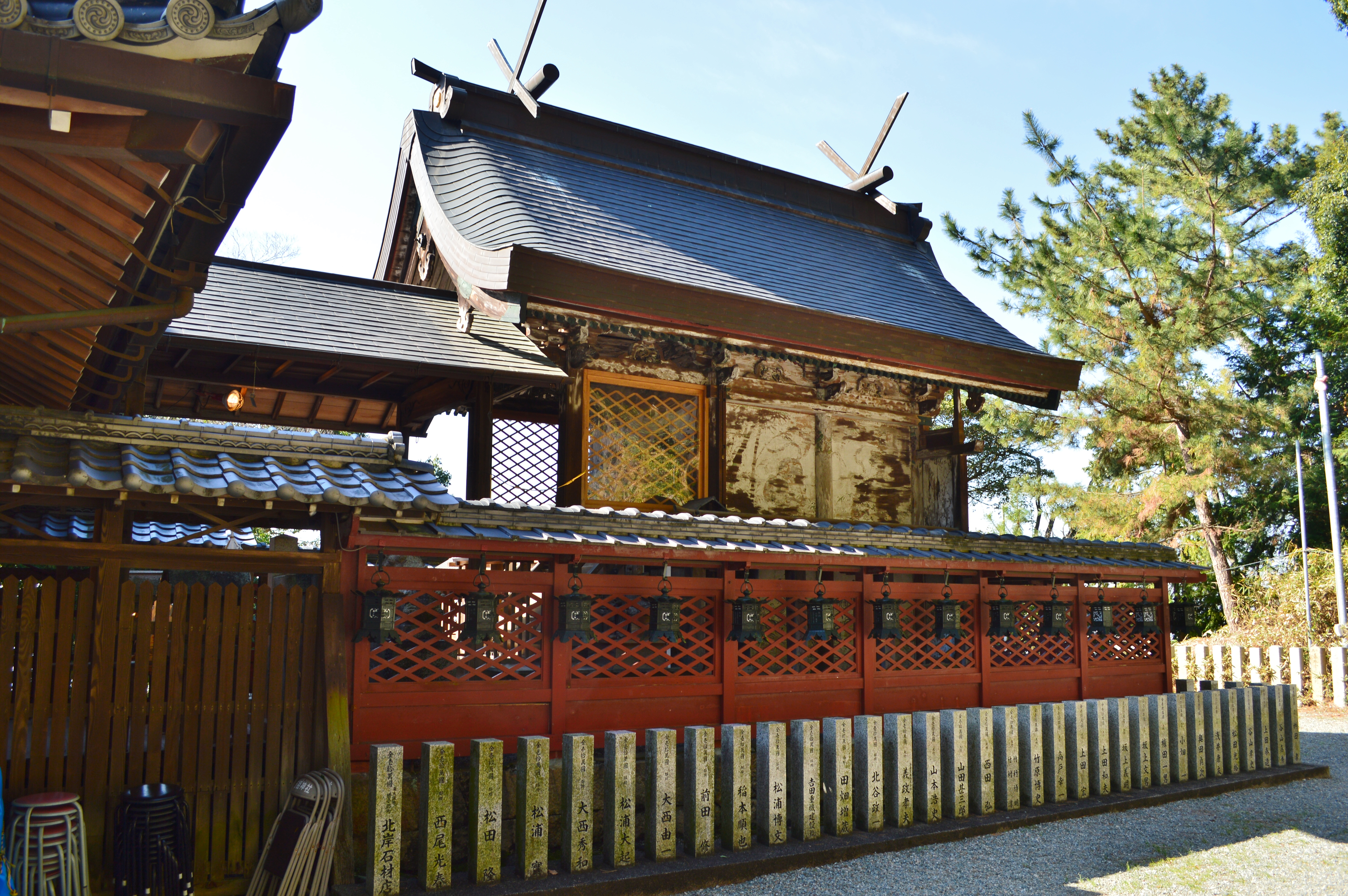
本殿（八尾市指定文化財）

参道の石段の脇に大きなクスノキが生えている。1949年（昭和24年）に大阪府の天然記念物に指定されている。同じく参道の石段下の脇には、かつては神宮寺として「薗光寺竹之坊」があったが、明治維新後の神仏分離により廃寺となった。
本神社の少し北側を大阪市の玉造を起点とする十三街道が通り、かつては交通の要所となっていた。十三街道によって玉祖と玉造がつながり、両者の地名から何らかの関連があったと考えられている。神社すぐ横で、神立茶屋辻付近から大字服部川の神光寺付近まで南北に通る農道（八尾農免道）の新設・拡張工事が行われていたが2010年に竣工している。

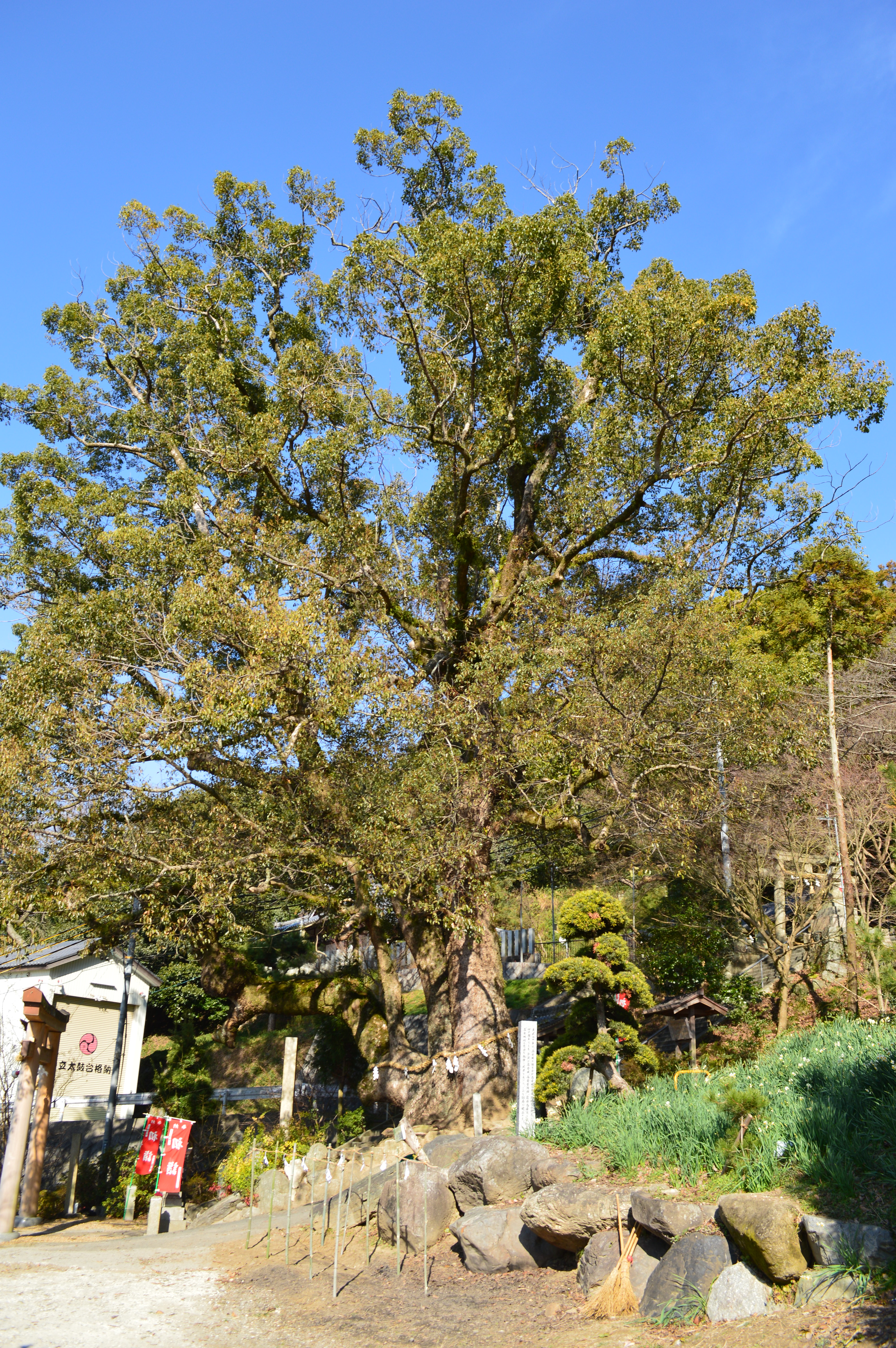
クスノキ（大阪府指定天然記念物）
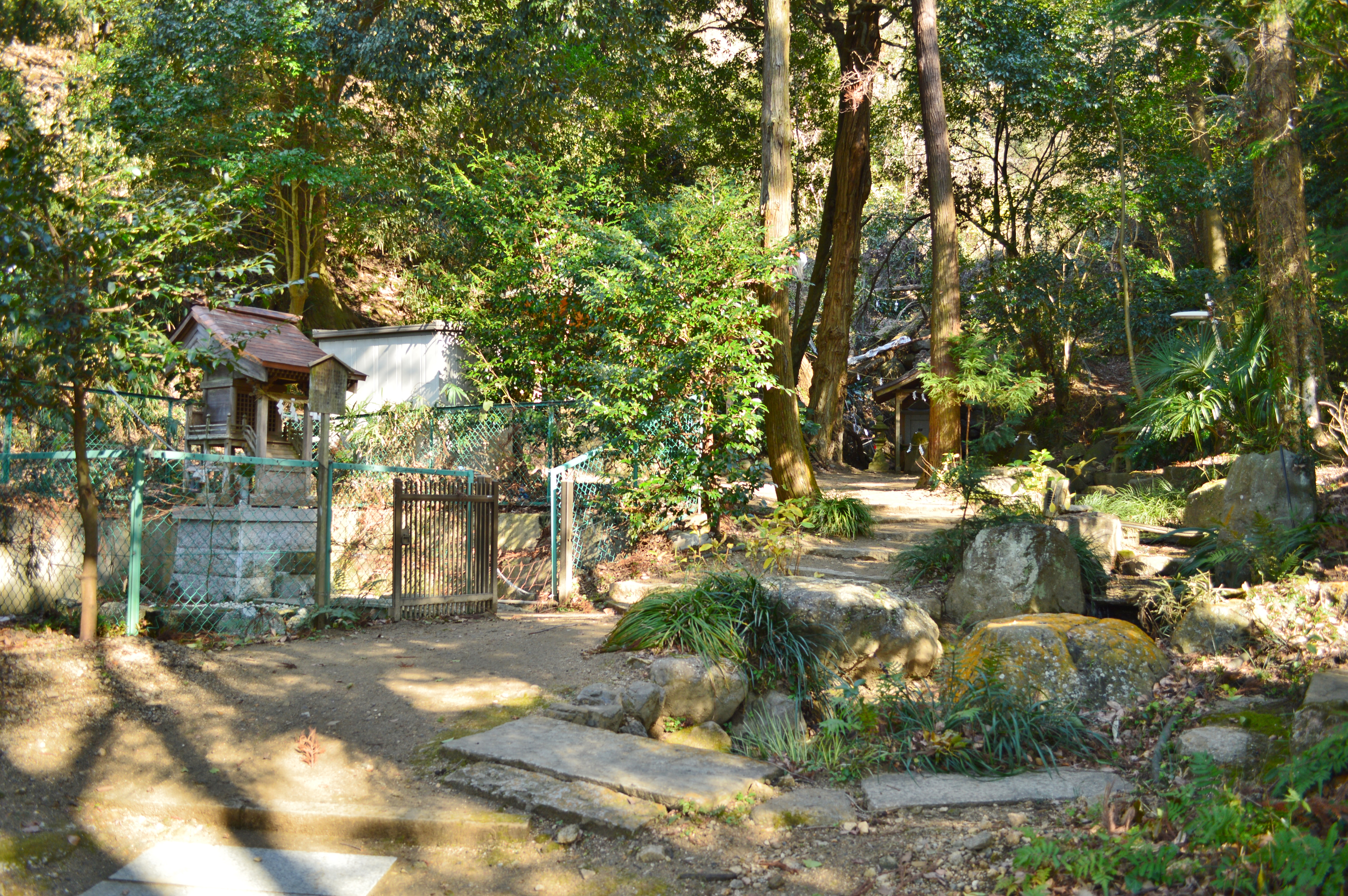
境内社
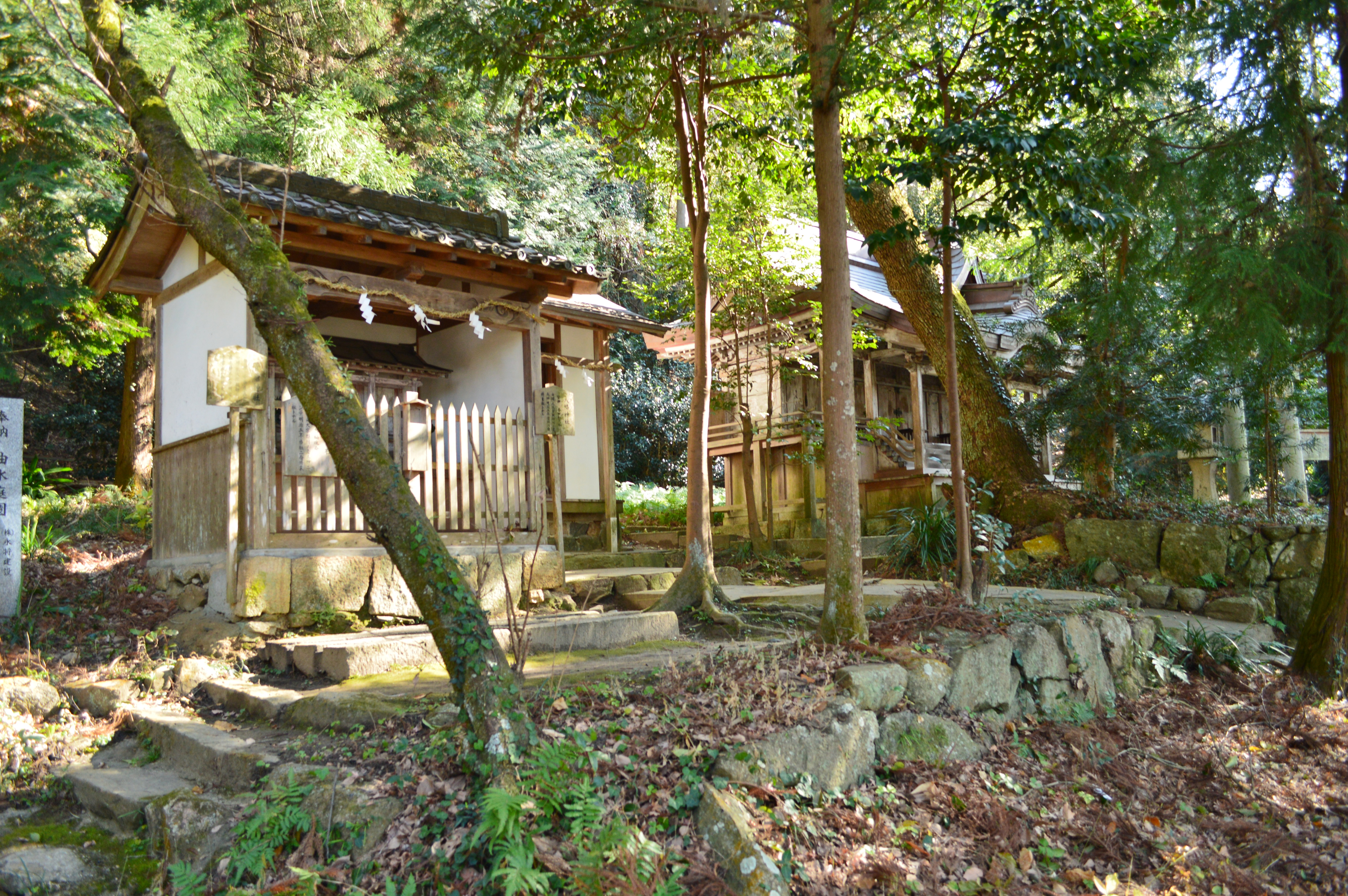
境内社
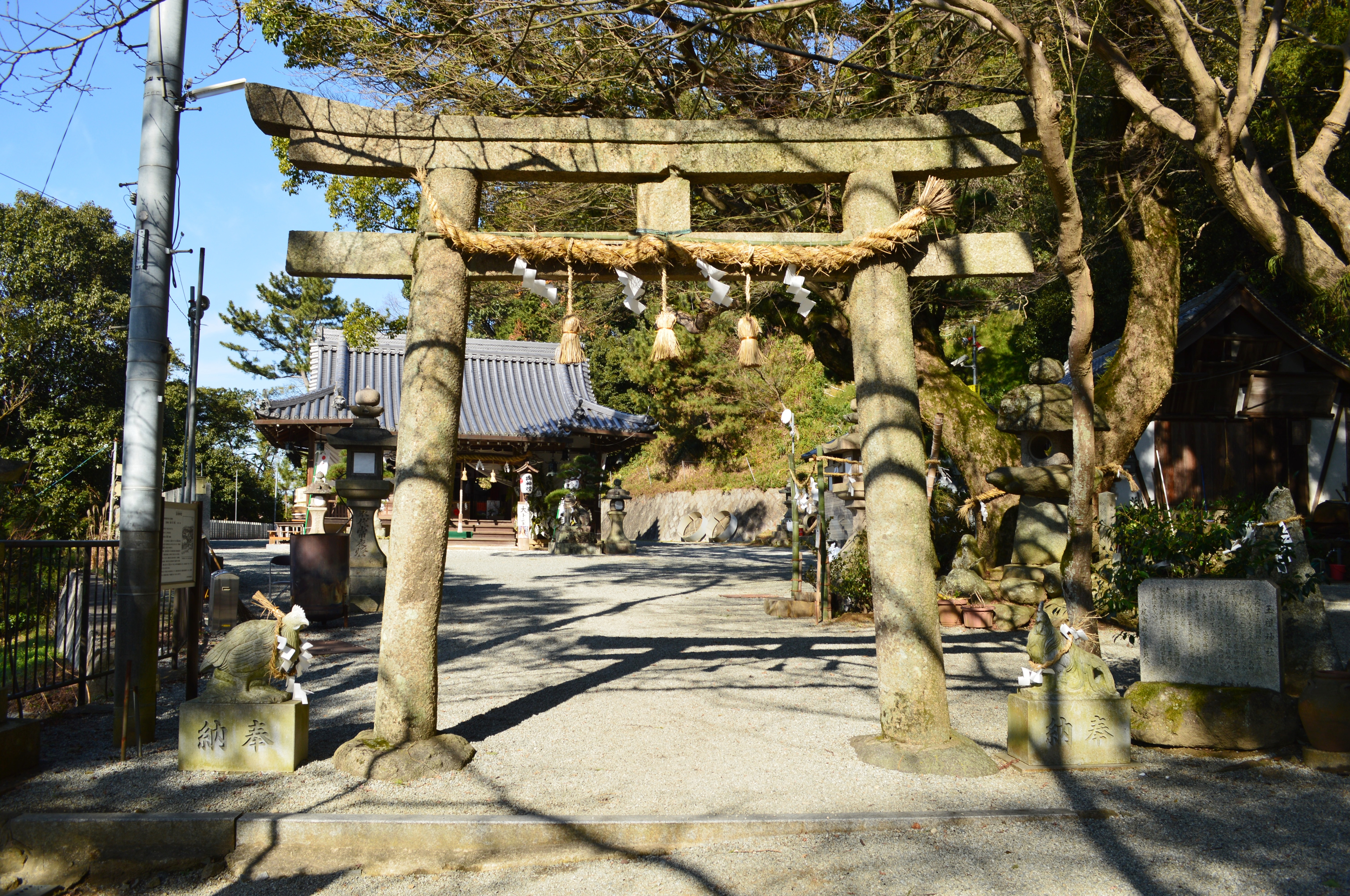
境内鳥居
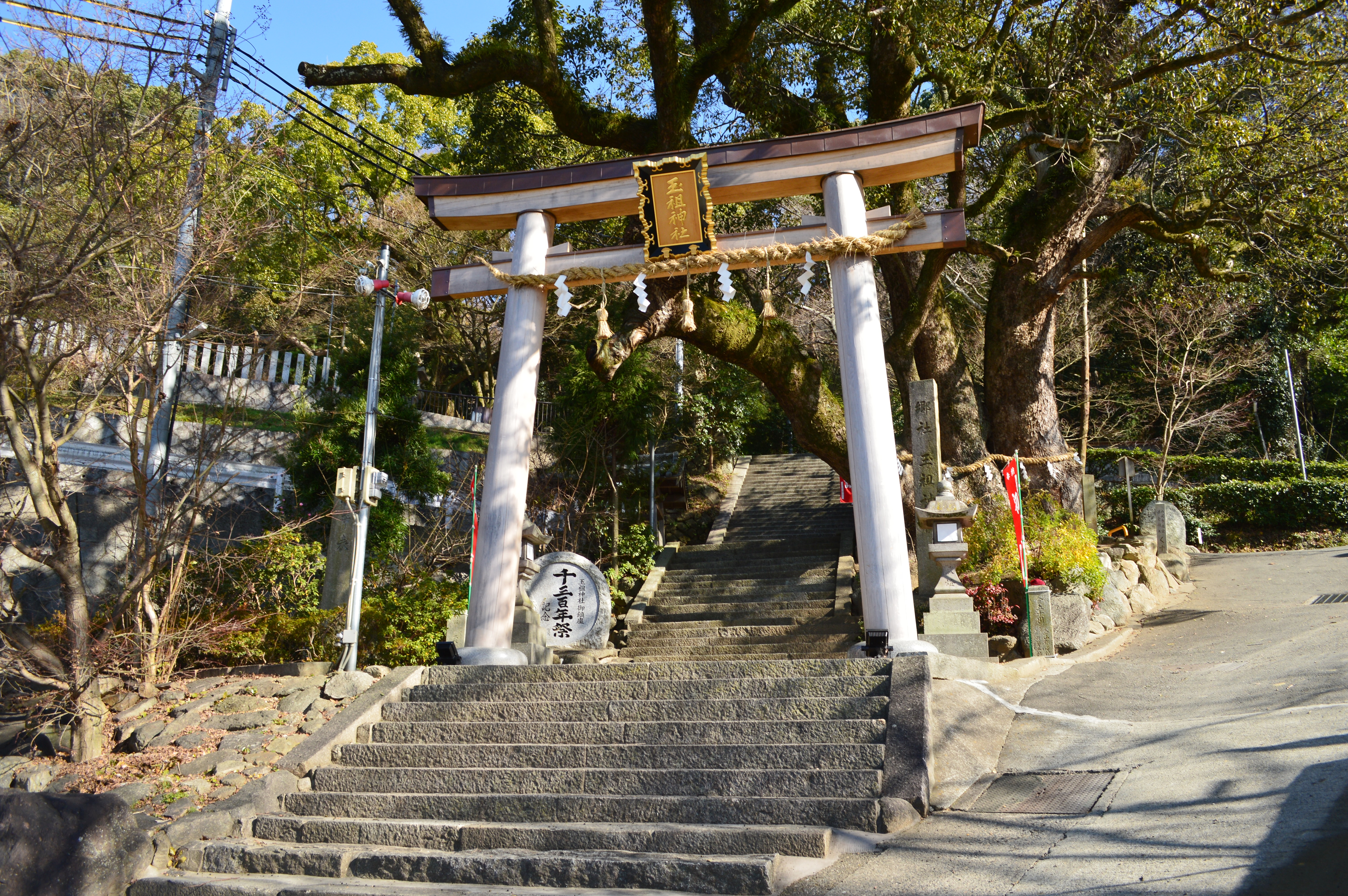
社頭鳥居
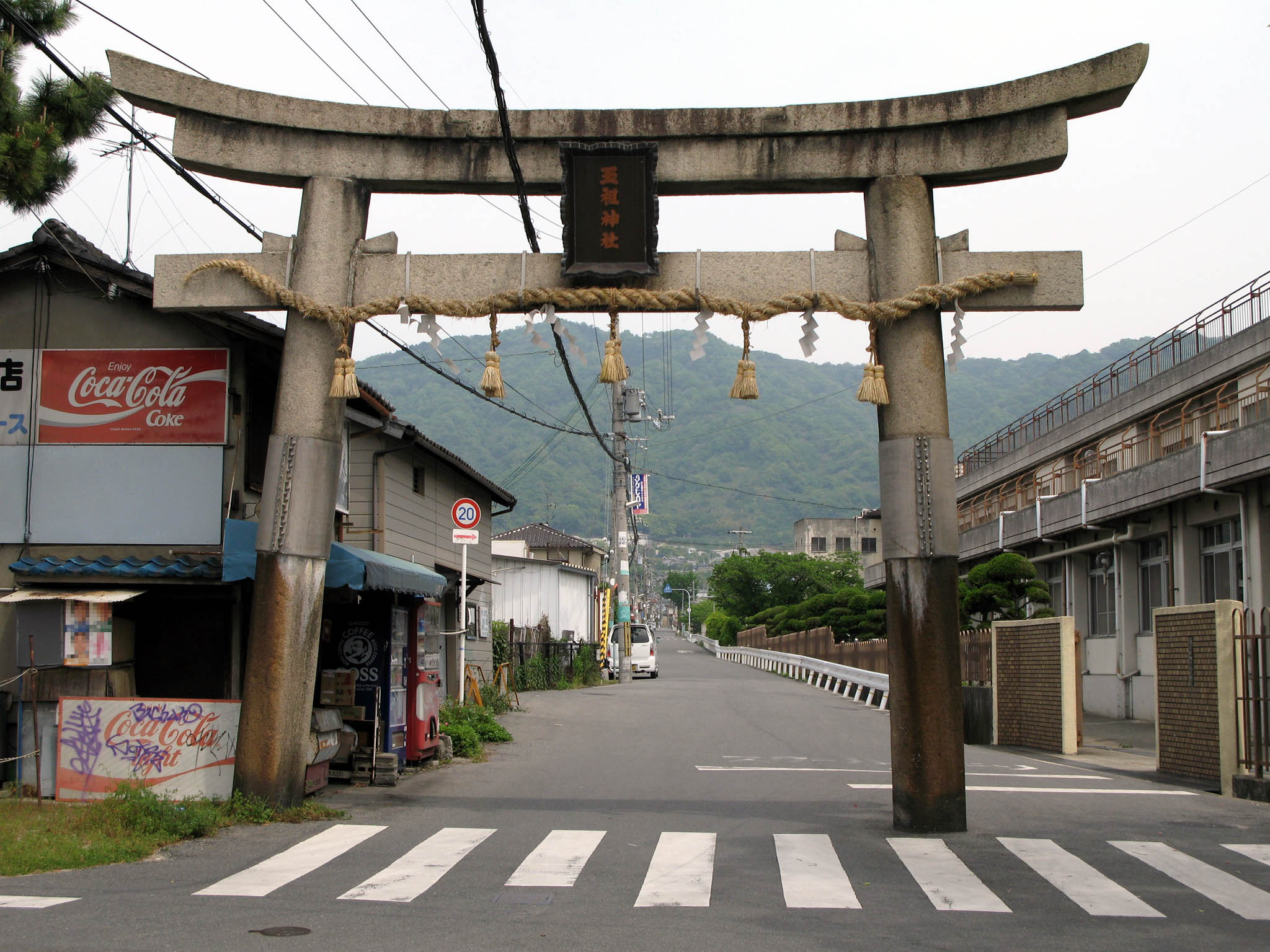
一の鳥居

## 祭事
毎年7月中頃(15日、16日に近い土日)には各地区から布団太鼓が出て祭礼が行われている。2010年（平成22年）には鎮座1300年にあたり、そのための盛大な祭が行われた。

## 文化財

### 重要文化財（国指定）
- 木造制札 文治元年十二月日トアリ（古文書）
玉祖神社の神宮寺に当たる薗光寺（おんこうじ）に掲げられていた制札とされており、1185年(文治元年)12月に北条時政が出した、日本最古の禁制（きんぜい）とされている[2]。八尾市立歴史民俗資料館寄託。1910年（明治43年）4月20日指定[3][4]。

### 大阪府指定文化財
- 有形文化財
  - 玉祖神社 木造 男女神像（彫刻） - かつて神体とされた木造の男女神坐像。1965年（昭和40年）に大阪府重要美術品に指定[注釈 1]。1970年（昭和45年）2月20日に大阪府指定有形文化財に指定[5]。
- 天然記念物
  - 玉祖神社のくす - 1970年（昭和45年）2月20日指定[5]。

### 八尾市指定文化財
- 有形文化財
  - 玉祖神社本殿（附 棟札）（建造物） - 2016年（平成28年）3月1日指定[5]。

### その他
平安時代の歌人の在原業平が使用していたとされる笛や、豊臣秀頼寄進の石灯篭などがある。

## 現地情報
所在地
- 大阪府八尾市神立5丁目5−93（大字神立443番地）

交通アクセス
- 鉄道：近鉄信貴線服部川駅下車後、徒歩約27分